# إليسا ايزواردي
إليسا ايزواردي (مواليد كونيو، إيطاليا، 27 كانون الأول، 1982) هي مقدمة برامج إيطالية حققت نجاحا بتقديمها برنامج بعد الظهر على التلفزيون الإيطالي من عام 2007 إلى 2008 على قناة رأي أونو الإيطالية وقد سابق لها ان فازت بلقب ملكة جمال السينما في عام 2000 في إيطاليا.

## وصلات خارجية
- إليسا ايزواردي على موقع IMDb (الإنجليزية)
- إليسا ايزواردي على موقع روتن توميتوز (الإنجليزية)